# Grue
Grue é uma comuna da Noruega, com 838 km² de área e 5,312 habitantes (censo de 2004).         